# Stelle principali della costellazione del Compasso
Segue un prospetto delle stelle principali della costellazione del Compasso, elencate per magnitudine decrescente.